# باتريك باوي
باتريك باوي (بالهولندية: Patrick Paauwe)‏ (27 ديسمبر 1975 بدرونتن في هولندا - ) هو لاعب كرة قدم هولندي في مركز قلب الدفاع. شارك مع منتخب هولندا لكرة القدم. أما مع النوادي، فقد لعب مع بوروسيا مونشنغلادباخ ودي غرافشاب وفاينورد وفي في في فينلو ونادي آيندهوفن ونادي فالينسيان وفورتونا سيتارد.

## مسيرته الكروية
لعب باتريك باوي خلال مسيرته الاحترافية مع 7 أندية في ثمانية عشر موسمًا وسجل خلالها 38 هدفًا ضمن 451 مباراة. ولم يفز بأي موسم بالكأس وفاز في موسم واحد بالدوري.
خاض باتريك باوي مسيرته مع نادي آيندهوفن في موسم 1993–94 ولمدة موسمين، مشاركًا في مباراتين ولم يسجل أي هدف. ثم انتقل إلى نادي دي غرافشاب في موسم 1995–96 لمدة موسم واحد، حيث شارك في 23 مباراة ولم يسجل أي هدف أيضًا. لينتقل بعدها إلى نادي فورتونا سيتارد في موسم 1996–97 ولمدة موسمين، مشاركًا في 61 مباراة سجل خلالها 6 أهداف. ثم انتقل إلى نادي فاينورد في موسم 1998–99 ليلعب معه ثمانية مواسم، مشاركًا في 229 مباراة سجل خلالها 25 هدفًا. هذا وانتقل لاحقًا إلى نادي فالينسيان في موسم 2006–07 لمدة موسم واحد، مشاركًا في 29 مباراة سجل خلالها هدفًا واحدًا. ثم انتقل بعدها إلى نادي بوروسيا مونشنغلادباخ في موسم 2007–08 ولمدة موسمين، مشاركًا في 57 مباراة سجل خلالها 4 أهداف. ليعود وينتقل من جديد، لكن هذه المرة إلى نادي في في في فينلو في موسم 2009–10 ولمدة موسمين، مشاركًا في 50 مباراة سجل خلالها هدفين.

## وصلات خارجية
- باتريك باوي على موقع الاتحاد الأوربي (الإنجليزية)
- باتريك باوي على موقع قاعدة بيانات كرة القدم.إي يو (الإنجليزية)
- باتريك باوي على موقع بيانات كرة القدم. دي إي (الألمانية)
- باتريك باوي على موقع ليكيب (الفرنسية)
- باتريك باوي على موقع ناشيونال فوتبول تيمز (الإنجليزية)
- باتريك باوي على موقع عالم كرة القدم.نت (الإنجليزية)